# Rhizoctonia tuliparum
Rhizoctonia tuliparum är en svampart som beskrevs av Whetzel & J.M. Arthur 1924. Rhizoctonia tuliparum ingår i släktet Rhizoctonia och familjen Ceratobasidiaceae.   Inga underarter finns listade i Catalogue of Life.